# Litija (stacja kolejowa)
Litija – stacja kolejowa w Litii, w Słowenii. Znajduje się na linii Zagrzeb – Lublana. Jest obsługiwana przez Slovenske železnice.
| Litija                  |  |                            |
| Linia Zagrzeb – Lublana |  |                            |
| Savaodległość: 6,8 km   |  | Kresnice odległość: 7,3 km |